# Jeff Lynne y The Beatles
Jeff Lynne es un músico de rock inglés que es conocido por su participación en el grupo musical Electric Light Orchestra; también es notable por su trabajo y producción con otros artistas como Tom Petty y Roy Orbison. Ha colaborado en varios proyectos con antiguos miembros de los Beatles.

## Influencia de los Beatles
Los Beatles fueron una gran influencia en Jeff Lynne. En 1968, mientras actuaba con Idle Race, conoció a The Beatles durante la realización de The White Album. Años más tarde, admitió: "Estar en la misma habitación que los cuatro me causó que no durmiera durante, por ejemplo, tres días". El objetivo original de Electric Light Orchestra era retomar "donde los Beatles se habían quedado y presentarlo en el escenario". John Lennon elogió al grupo, llamándolos los "hijos de los Beatles".
Los críticos a menudo comparaban Electric Light Orchestra con The Beatles, y a menudo eran criticados por "estafar" a la banda. Lynne admitió que "estaba muy influenciado por el sonido de los Beatles de '68 y '69. Eso obviamente ha sido una gran influencia en la forma en que [él] consideró la composición" y dijo que ser comparado con The Beatles era el "último cumplido".

## Con George Harrison
Lynne trabajó muy de cerca con Harrison a fines de la década de 1980. En 1986 remezcló una canción previamente lanzada de Harrison, "That's The Way It Goes". También coprodujo dos nuevas canciones de Harrison, "Zig Zag" y "The Hottest Gong In Town", que se lanzaron respectivamente en 1988 y 1992. En 1987 fue coproductor de Cloud Nine, el primer álbum de Harrison desde 1982, Gone Troppo. Antes del lanzamiento de "This Is Love", el tercer y último sencillo del aclamado álbum de Harrison, la compañía discográfica solicitó un lado B para la canción. Decidiendo que necesitaba ayuda, Harrison reunió a algunos de sus amigos músicos, lo que eventualmente resultó en la formación de los Traveling Wilburys. Lynne fue miembro del supergrupo junto con Harrison, Bob Dylan, Tom Petty y Roy Orbison. Harrison y Lynne contribuyeron en la redacción de todas las canciones de Wilburys, incluidas "Handle with Care", "Wilbury Twist" y "End of the Line". En 1989 Lynne produjo "Cheer Down", una canción que Harrison contribuyó a la banda sonora de Lethal Weapon 2 y se lanzó como sencillo para promocionar la película.
Harrison comenzó a trabajar en Brainwashed en 1988, con "Any Road" escrito por Harrison durante la realización de un video de "This Is Love" del álbum Cloud Nine, y continuará haciéndolo de manera esporádica durante la próxima década y media. Después de recuperarse de un ataque con arma blanca que ocurrió en su casa el 30 de diciembre de 1999, Harrison se centró más en terminar su álbum, compartiendo sus ideas para todos sus detalles (desde el sonido de las canciones terminadas hasta las ilustraciones del álbum) con su hijo. Dhani, información que finalmente resultaría muy valiosa. Después de la muerte de Harrison a fines de 2001, Lynne y Dhani completaron la producción. PopMatters llamó al álbum "un rico tesoro musical bien minado en ejecución y producción". También Allmusic dijo: "Brainwashed no es solo un éxito, es uno de los mejores discos que Harrison haya hecho". A fines de 2002, Lynne participó en un tributo especial, Concert for George, interpretando "The Inner Light", "I Want To Tell You", "Give Me Love (Give Me Peace on Earth)" y colaborando con Petty and the Heartbreakers en "Handle with Care". Lynne también produjo el álbum en vivo del concierto, lanzado en 2003, que incluyó actuaciones de Paul McCartney y Ringo Starr.
Cuando Harrison fue incluido en el Salón de la Fama del Rock and Roll, Lynne se unió a Petty en presentaciones de "Handle With Care" y "While My Guitar Gently Weeps".

## Con Ringo Starr
En 1990, Ringo Starr grabó una versión del "I Call Your Name" de The Beatles para un especial televisivo que marca el décimo aniversario de la muerte de John Lennon y el 50 aniversario de su nacimiento. La canción, producida por Lynne, presenta un supergrupo compuesto por Lynne, Petty, Joe Walsh y Jim Keltner.
En 1992, Lynne produjo dos canciones del álbum de Starr, Time Takes Time. Una tercera canción producida por Lynne apareció como una canción adicional en CD single y en la edición japonesa del álbum.
En 2001, Ringo Starr apareció como baterista en la canción Easy Money del álbum de la Electric Light Orchestra Zoom.

## Con los Beatles
En 1994, los tres Beatles supervivientes se acercaron a Lynne para ayudarlos a producir nuevo material de los Beatles de cintas mono mal conservadas que contenían algunas demos inacabadas de Lennon que Yoko Ono les había dado. Las canciones resultantes fueron "Free as a Bird" y "Real Love". McCartney admitió tener algunas dudas sobre tener a Lynne como productor. McCartney dijo: "Es un amigo de George. Habían hecho los Wilburys, y yo esperaba que lo guiara de esa manera. Para decirte la verdad, pensé que él y George podrían crear una cuña, diciendo: 'Nosotros "Lo estoy haciendo de esta manera" y me expulsarían ". Más tarde reconoció que su argumento estaba equivocado, ya que Lynne dirigió las sesiones de manera imparcial.
"Free as a Bird" más tarde ganó un Grammy.

## Con Paul McCartney
Lynne coprodujo ocho canciones en el álbum Flaming Pie de Paul McCartney de 1997, más el lado B "Looking for You". En 2000, McCartney grabó una versión de "Maybe Baby" para la película del mismo nombre del año 2000 con Lynne una vez más actuando como productor.